# 滑唇蛇鮈
滑唇蛇鮈（学名：Saurogobio lissilabris）为輻鰭魚綱鯉形目鲤科蛇鮈屬的其中一種，該物種於1973年由Petre Mihai Bănărescu和Teodor T. Nalbant描述，是中国的特有物种，棲息在中底層水域。

## 扩展阅读
維基物種上的相關：滑唇蛇鮈